# Natalliah Whyte
Natalliah Whyte (* 9. August 1997 in St. Catherine) ist eine jamaikanische Leichtathletin, die sich auf den Sprint spezialisiert hat. 2019 wurde sie mit der jamaikanischen 4-mal-100-Meter-Staffel Weltmeisterin und 2022 sicherte sie sich eine Silbermedaille.

## Sportliche Laufbahn
Erste internationale Erfahrungen sammelte Natalliah Whyte 2012 bei den CACAC-U18-Meisterschaften in San Salvador, bei denen sie im 200-Meter-Lauf in 24,35 s die Bronzemedaille gewann und über 100 Meter in 12,01 s den fünften Platz belegte. Zudem siegte sie mit der jamaikanischen 4-mal-100-Meter-Staffel in 45,53 s. Bei den CARIFTA-Games 2013 in Nassau siegte sie in 11,88 s und 23,65 s über 100 und 200 Meter sowie in 45,62 s auch mit der Staffel in der U17-Altersklasse. Bei den CARIFTA-Games 2014 in Fort-de-France siegte sie in 23,36 s über 200 Meter sowie in 44,80 s auch mit der Staffel, diesmal in der U18-Altersklasse. Anschließend belegte sie bei den Juniorenweltmeisterschaften in Eugene in 23,48 s den siebten Platz über 200 Meter und gewann mit der Staffel in 43,97 s die Silbermedaille hinter den Vereinigten Staaten. Daraufhin nahm sie an den Olympischen Jugendspielen in Nanjing teil und siegte dort in einer Zeit von 23,55 s. Bei den CARIFTA-Games 2015 in Basseterre siegte sie in 11,56 s im 100-Meter-Lauf in der U20-Altersklasse und siegte auch mit der Staffel in 45,20 s. 
2017 begann sie ein Studium in den Vereinigten Staaten und 2019 war sie Teil der jamaikanischen Staffel für die Weltmeisterschaften in Doha, bei denen sie mit 41,44 s im Finale die Goldmedaille vor dem Vereinigten Königreich und den Vereinigten Staaten gewann. 2022 verhalf sie der Staffel bei den Weltmeisterschaften in Eugene zum Finaleinzug und trug damit zum Gewinn der Silbermedaille bei. Anschließend belegte sie bei den Commonwealth Games in Birmingham in 23,06 s den vierten Platz über 200 Meter und gelangte mit 11,32 s auf Rang acht im 100-Meter-Lauf. Zudem gewann sie in 43,08 s gemeinsam mit Kemba Nelson, Remona Burchell und Elaine Thompson-Herah die Bronzemedaille hinter den Teams aus Nigeria und England. Daraufhin sicherte sie sich bei den NACAC-Meisterschaften in Freeport in 43,39 s gemeinsam mit Natasha Morrison, Briana Williams und Megan Tapper die Bronzemedaille hinter den Vereinigten Staaten und den Bahamas. Im Jahr darauf schied sie bei den Weltmeisterschaften in Budapest mit 22,52 s im Halbfinale über 200 Meter aus.

## Persönliche Bestzeiten
- 100 Meter: 10,97 s (+1,3 m/s), 30. April 2022 in Jacksonville
  - 60 Meter (Halle): 7,12 s, 10. März 2018 in College Station
- 200 Meter: 22,39 s (+1,2 m/s), 3. Juni 2023 in Nashville
  - 200 Meter (Halle): 23,33 s, 24. Februar 2016 in College Station